# 3rd Strike
3rd Strike fue una banda de nu metal creada en California, Estados Unidos y formada por Jim Korthe (vocalista), Todd Deguchi (guitarra), Erik Carlsson (guitarra), PJ McMullan (batería) y Gabe Hammersmith (bajo).

## Integrantes

### Exintegrantes
- Jim Korthe - vocal
- Todd Deguchi - guitarra
- Erik Carlsson - guitarra
- PJ McMullan - batería
- Gabe Hammersmith - bajo
- Evan Holtz - bajo
- Sean McCormick - batería
- Nick Manning - ?

## Discográfia

### Álbumes de estudio
- 2002: "Lost Angel"

### EP
- 2003: "Barrio Raid" (exclusivo únicamente en Japón)

- Datos: Q1442004